# Dalton Digby Wildlands Provincial Park
Dalton Digby Wildlands Provincial Park är en park i Kanada.   Den ligger i provinsen Ontario, i den sydöstra delen av landet, 270 km väster om huvudstaden Ottawa. Dalton Digby Wildlands Provincial Park ligger 284 meter över havet.
Terrängen runt Dalton Digby Wildlands Provincial Park är platt. Runt Dalton Digby Wildlands Provincial Park är det mycket glesbefolkat, med 2 invånare per kvadratkilometer.. 
I omgivningarna runt Dalton Digby Wildlands Provincial Park växer i huvudsak blandskog.